# Liberty Truck
Il Liberty Truck il cui nome completo era Class-B Standardized Military Truck era un autocarro prodotto da varie case automobilistiche degli Stati Uniti d'America durante la prima guerra mondiale per un totale di 9.364 esemplari prima dell'armistizio dell'11 novembre 1918.

## Storia
Il camion Liberty fu progettato dalla Sezione Trasporti automobilistici dell'"United States Army Quartermaster Corps" (Il Corpo dell'Esercito degli Stati Uniti adibito alla fornitura dei rifornimenti per le truppe combattenti) in collaborazione con i membri della Società degli Ingegneri automobilistici con lo scopo di avere un modello unificato di autocarro da trasporto da fornire all'esercito.
La progettazione del camion iniziò a metà del 1917 e i primi due prototipi per le prove furono pronti 69 giorni dopo. Entrambi i camion furono guidati per oltre 400 miglia dalle loro sedi di assemblaggio fino a Washington D.C., arrivandovi senza gravi guasti il 19 ottobre 1917. A Washington furono presentati al Segretario alla Guerra Newton D. Baker.
Dopo il via libera governativo e dopo aver effettuato alcune piccole modifiche ad alcuni aspetti tecnici, la produzione ufficiale del camion Tipo 1 iniziò nel gennaio 1918 con componenti prodotti da 150 diverse società e i contratti di assemblaggio assegnati alle seguenti 15 aziende:
- la Bethlehem Motor Truck Corporation di Allentown, PA- per 675 esemplari;
- la Brockway Motor Company di Cortland, NY- per 589 esemplari;
- la Diamond T Motor Car Company di Chicago, IL- per 638 esemplari;
- la Garford Motor Truck Co. di Lima, OH- per 978 esemplari;
- la Gramm-Bernstein Company di Lima, OH- per 1.000 esemplari;
- la Indiana Motor and Vehicle Co. di Indianapolis, IN- per 475 esemplari;
- la Kelly-Springfield Motor Truck Company di Springfield, OH- per 301 esemplari;
- la Packard di Detroit, MI- per 5 esemplari;
- la Pierce-Arrow Motor Car Company di Buffalo, NY- per 975 esemplari;
- la Republic Motor Truck Company di Alma, MI- per 967 esemplari;
- la Selden Motor Vehicle Company di Rochester, NY- per 1.000 esemplari;
- la Service Motor truck Company di Wabash, IN- per 337 esemplari;
- la Sterling Motor Truck Company di Milwaukee, WI- per 479 esemplari;
- la United States Motor Truck Company di Covington, KY- per 490 esemplari;
- la Velie Motors Corporation di Moline, IL- per 455 esemplari.[1]

## Caratteristiche tecniche

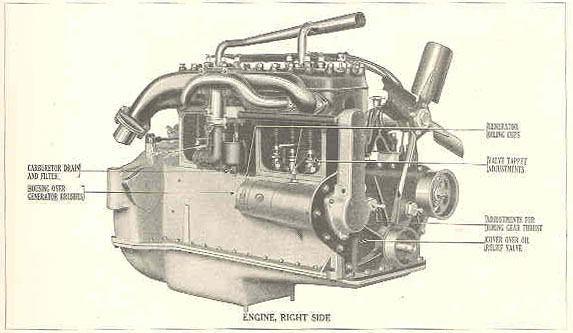
Parziale spaccato del motore del Liberty Truck, visto dalla parte anteriore destra

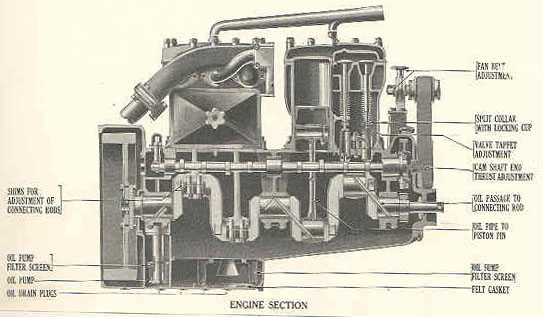
Spaccato del motore del Liberty Truck, visto da destra

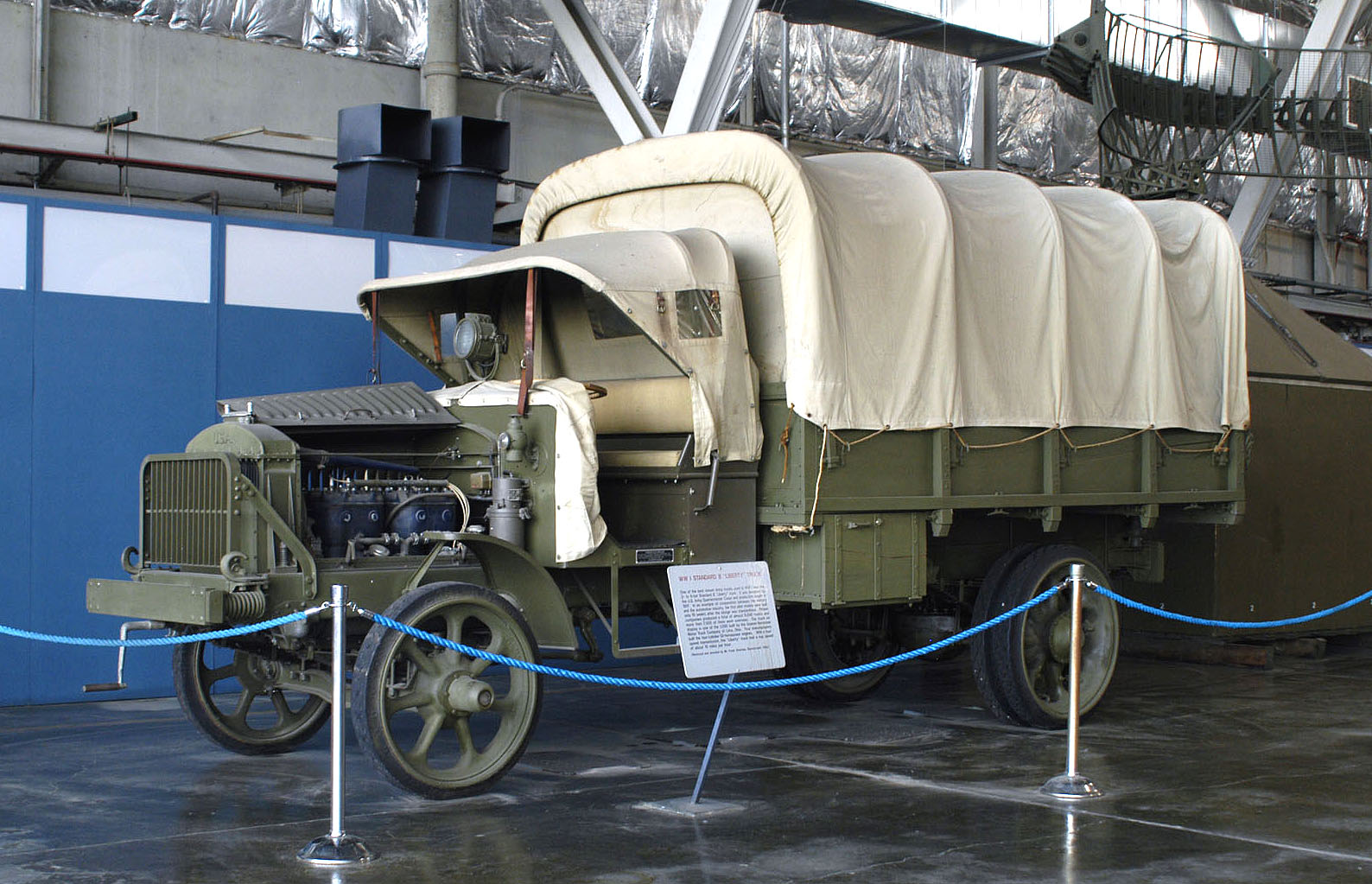
Un Liberty Truck restaurato al National Museum dell'USAF a Dayton in Ohio

I Liberty trucks erano equipaggiati con un motore a benzina a 4 cilindri in linea di 6.960 cc a valvole laterali, che erogava una potenza di 52 cv (39 kW), la trazione era posteriore, il cambio a 4 marce avanti più retromarcia e la velocità massima non superava le 15 miglia all'ora (24 km/ora).